# Burg Argenschwang
Die Burg Argenschwang, im Volksmund seit dem 19. Jahrhundert auch Rosenburg genannt, ist die Ruine einer Höhenburg auf rund 295 m ü. NN in der Ortsgemeinde Argenschwang im Landkreis Bad Kreuznach in Rheinland-Pfalz.

## Geschichte
Die frühe Geschichte der Burg ist nicht bekannt, nach ihrer Bauart wurde sie während des Spätmittelalters errichtet, vermutlich während der ersten Hälfte des 14. Jahrhunderts. Eine Erwähnung für das Jahr 1195 bezieht sich nur auf den Ort selbst und stammt auch aus späterer Zeit. Die erste sichere Erwähnung der Burg Argenschwang stammt vom 19. Juni 1332, damals wurde sie anlässlich der Stiftung Ewiger Messen …under der bůrg Arinswank in der Martinskapelle in drei Urkunden genannt. Die Burganlage war zu dieser Zeit im Besitz des Grafen Johann II. von Sponheim-Kreuznach, er verlieh die Burg an seinen unehelichen Sohn Simon von Argenschwang. Im Jahr 1416 wurde Ulrich II. von Layen († um 1423/25) mit der Burg belehnt, daneben ging ein Fünftel der Anlage durch die Gräfin Elisabeth von Sponheim-Vianden an den Pfalzgrafen Ludwig III. den Bärtigen über.
Nach dem Aussterben der Grafen von Sponheim im Jahr 1437 kam Burg Argenschwang dann in den Besitz von mehreren Eigentümern, den Erben der Sponheimer, die Markgrafen von Baden, der Kurpfalz und das Fürstentum Pfalz-Simmern-Zweibrücken. Die Lehensnehmer der Burg waren weiterhin die Herren von Leyen bis zum Jahr 1757, danach kamen auch die Herren von Hohenecken hinzu. 1783/85 kaufte Markgraf Karl Friedrich von Baden Burg und Herrschaft für 52500 Gulden.
Zerstört wurde die Burg im Ersten Koalitionskrieg im Jahr 1793, Anfang des 19. Jahrhunderts wurde sie als französisches Nationalgut versteigert. 1929 gab es Pläne, die Anlage wieder zu errichten, diese wurden allerdings nicht in die Tat umgesetzt. 1977 wurde sie dann an private Besitzer verkauft. Die Burgruine ist nicht öffentlich zugänglich.

## Baubeschreibung

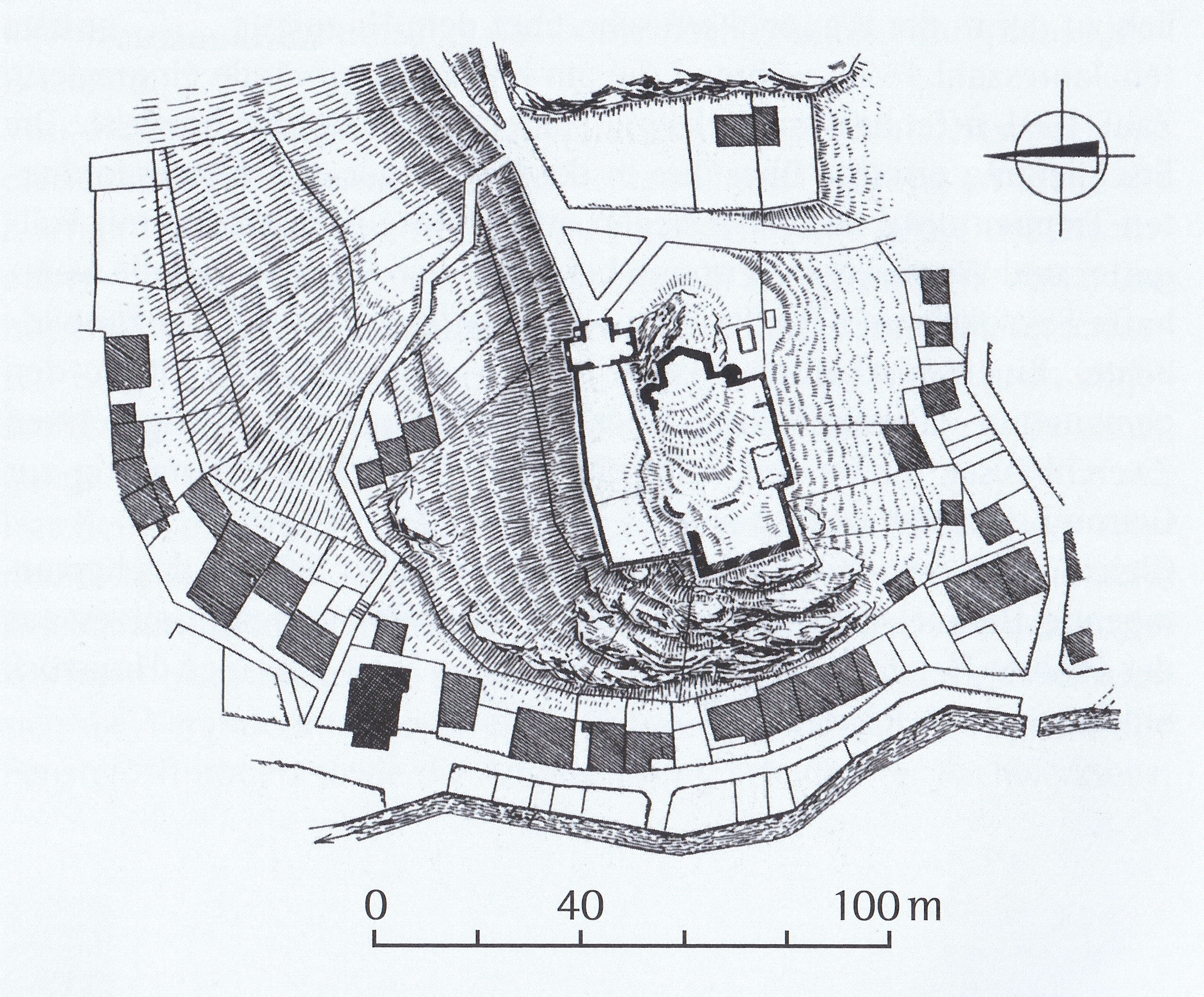
Grundriss der Burg aus dem Jahr 1929

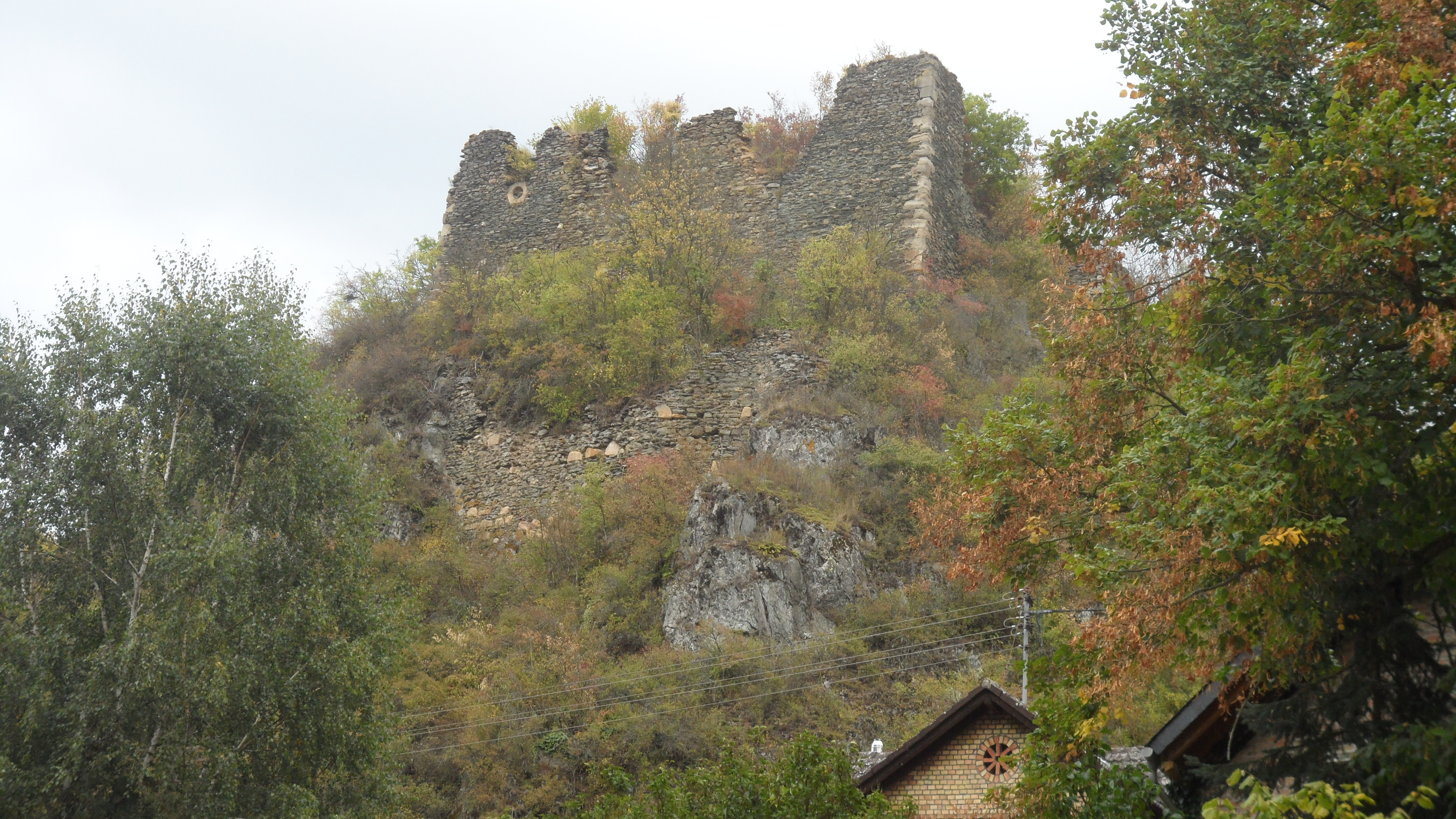
Bild 2: Westseitige Mauerreste des Hauptgebäudes der Burg. Auf der linken Seite befindet sich eine runde Fensteröffnung. (September 2012)

Die heutige Burgruine befindet sich auf einem nach Westen vorgeschobenen Bergsporn, unmittelbar östlich über dem Ort Argenschwang. Auf diesem Sporn war die Burg durch Steilabfall der Berghänge an drei Seiten von Natur aus gut geschützt, nur nach Osten musste zu ihrer Sicherheit ein breiter Halsgraben angelegt werden. Der Zugang zur Burg verlief an der nördlichen Bergseite entlang, durchquerte den Graben, und mündete am heute noch erhaltenen Torhaus.
Burg Argenschwang teilte sich früher in zwei Bereiche: auf dem nördlichen, etwas tieferliegenden Teil des Bergspornes lag eine langgestreckte Vor- bzw. Unterburg, die restliche felsige Fläche nahm die rechteckförmige Kernburg ein.
Von der Unterburg haben sich außer dem Torhaus keine Gebäude mehr erhalten. Dieser dreigeschossige und t-förmige Bau (Titelbild) stammt aus dem 17. Jahrhundert, durch ihn verläuft die korbbogige Durchfahrt. Über dieser Durchfahrt ist ein Wappenschild eingelassen, das vermutlich zu Eberhard von Leyhen († 1675) gehörte. Zugänglich ist das obere Stockwerk des Torbaues über eine Wendeltreppe im Südwesteck des Gebäudes.

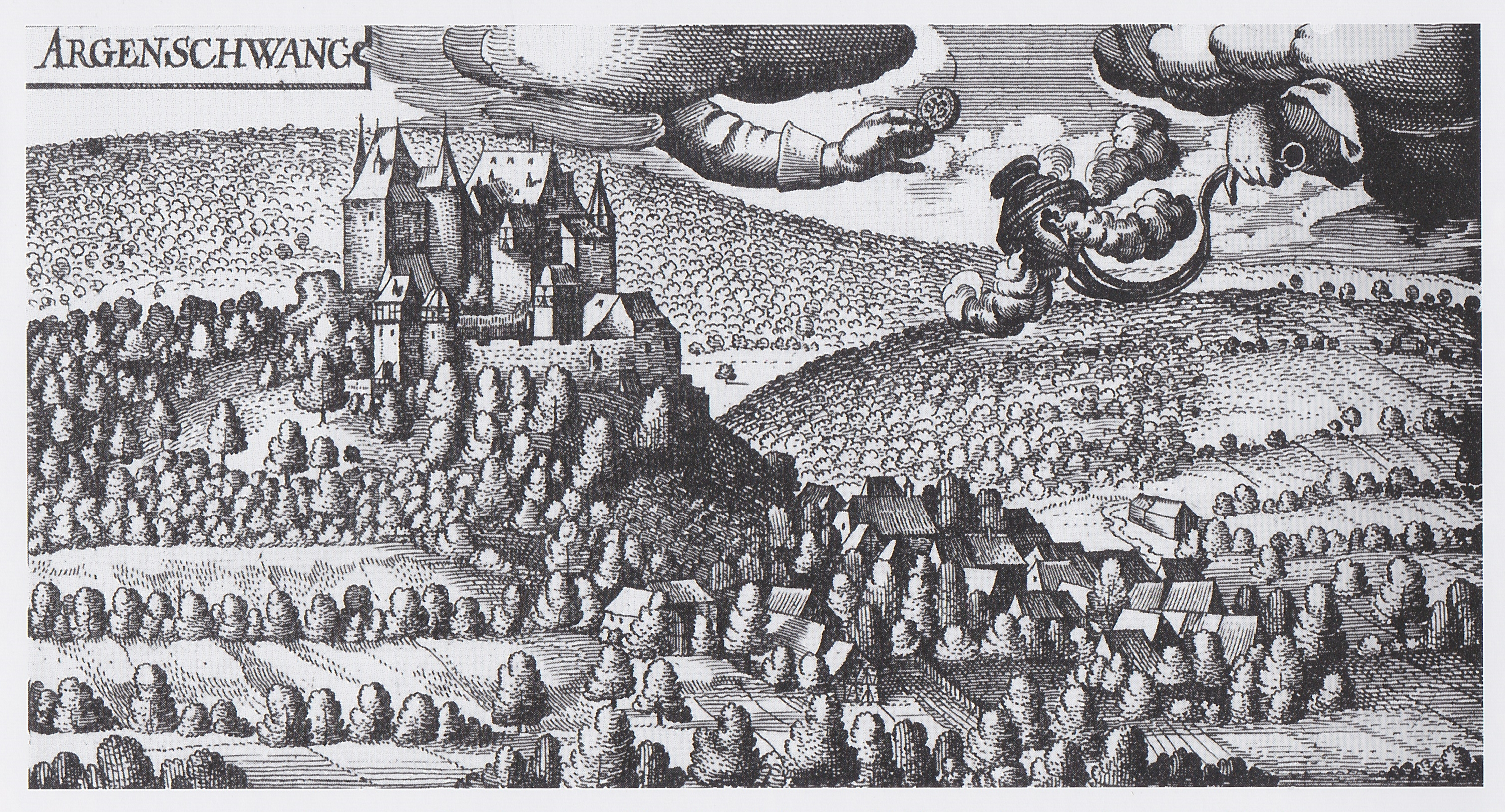
Abbildung der Burg Argenschwang aus der Zeit vor 1629

Die Kernburg besitzt einen rechteckigen Grundriss, ihr Zugang lag wohl auf der Nordseite. Auch von ihr haben sich nur einige Meter hohe Mauerreste erhalten, das Gelände ist heute zudem stark mit Buschwerk bewachsen, so dass ein Überblick nur schwer möglich ist. An der Spitze des Bergspornes, an sicherster Stelle, lag das Hauptwohngebäude der Burg (Bild 2). Dieses Gebäude wurde aus Bruchsteinmauerwerk mit Eckquaderung errichtet, nach Westen hat sich eine runde Fensteröffnung erhalten, die von Werksteinen eingefasst wird. Auch auf einer Abbildung aus der Zeit vor 1629 ist dieses Gebäude sichtbar. Ein weiteres Gebäude, wie Grabungen der 1920er Jahre zeigen, lag im Süden der Kernburg, und springt wenige Meter aus der Ringmauer hervor. Von ihm haben sich die Reste eines gewölbten Kellerraumes erhalten. Womöglich ist dieser Bau erst in späterer Zeit entstanden. Über dem Halsgraben an der Angriffsseite der Burg erhob sich früher ein hohes Bauwerk, bei dem es sich entweder um einen Wohnturm oder um eine Schildmauer gehandelt hat. Dieser Bau wurden noch zusätzlich durch zwei Ecktourelle verstärkt. In späterer Zeit, vermutlich während des 17. Jahrhunderts, wurde diesem Bauwerk noch zusätzlich ein bastionsartig vorspringender, fünfeckiger Baukörper vorgelegt, dessen eine Spitze Richtung Halsgraben zeigt.